# Kara Crane
Kara Crane (Condado de Orange, California, Estados Unidos, 30 de noviembre de 1990) es una actriz estadounidense de ascendencia filipina y rusa.

## Filmografía
| Cine | Cine                                     | Cine                 | Cine                              |
| Año  | Título                                   | Personaje            | Notas                             |
| ---- | ---------------------------------------- | -------------------- | --------------------------------- |
| 2006 | Ned's Declassified School Survival Guide | Policía Fashion      | Serie de televisión (1 episodio)  |
| 2008 | Minutemen                                | Jeanette Pachelewski | Película de televisión            |
| 2008 | The Suite Life on Deck                   | Piper                | Serie de televisión (1 episodio)  |
| 2010 | Summer Camp                              | Alyssa Besam         | Película de televisión            |
| 2011 | First Day                                | Taylor Weller        | Serie de televisión (6 episodios) |
| 2011 | Bucket & Skinner's Epic Adventures       | Leslie               | Serie de televisión (1 episodio)  |
| 2012 | Blackbox                                 | Julia                | Serie de televisión (1 episodio)  |
| 2012 | The Mindy Project                        | Sophia               | Serie de televisión (1 episodio)  |
| 2013 | Someone I Used to Know                   | Eli Lau              |                                   |